# Xyletobius meyrickii
Xyletobius meyrickii är en skalbaggsart som beskrevs av Perkins 1910. Xyletobius meyrickii ingår i släktet Xyletobius och familjen trägnagare. Inga underarter finns listade i Catalogue of Life.